# Bürgermeisterei Ruppichteroth

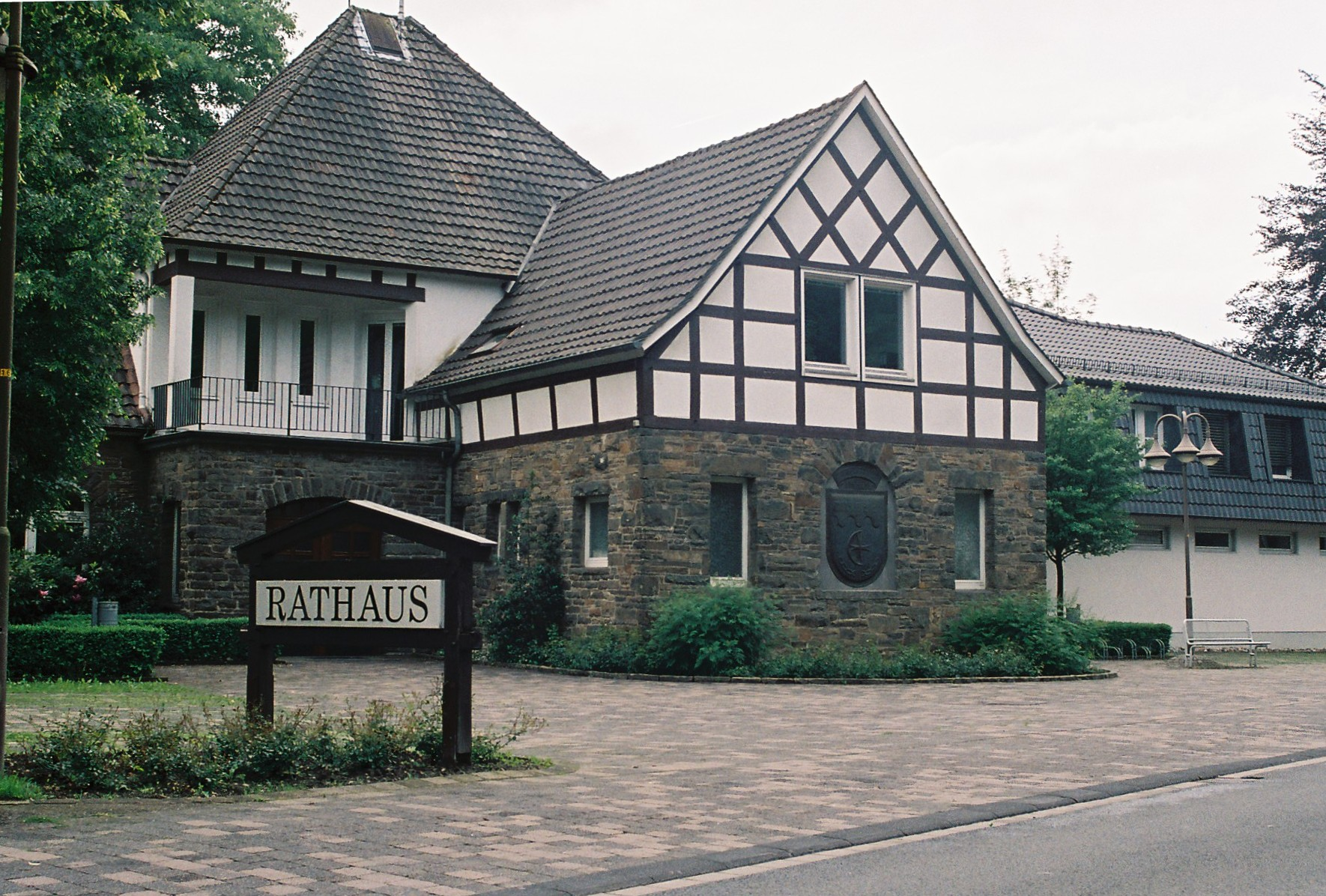
Amtssitz der Bürgermeisterei Ruppichteroth in Schönenberg

Die Bürgermeisterei Ruppichteroth war eine von acht preußischen Bürgermeistereien, in die sich der 1816 gebildete Kreis Uckerath im Regierungsbezirk Köln verwaltungsmäßig gliederte. 1820 kam die Bürgermeisterei Ruppichteroth zum Kreis Siegburg und 1822 zur damals neu gebildeten Rheinprovinz. Der Verwaltung der Bürgermeisterei unterstanden die Gemeinden Ruppichteroth und Winterscheid.
1927 wurde die Bürgermeisterei Ruppichteroth in Amt Ruppichteroth umbenannt. 1969 wurde das Amt Ruppichteroth aufgelöst.

## Gemeinden und zugehörige Ortschaften
Zur Bürgermeisterei gehörten folgende Gemeinden und Ortschaften (Stand 1888; heutige Schreibweise):
- Gemeinde Ruppichteroth mit den dazugehörenden Ortschaften Ahe, Bacherhof, Berg, Bölkum, Bornscheid, Buch, Damm, Ennenbach, Etzenbach, Felderhoferbrücke, Fußberg, Gießelbach, Hänscheid, Hambuchen, Harth, Hau, Heide, Herrenbröl, Hodgeroth, Hove, Huppach, Ifang, Junkersaurenbach, Jünkersfeld, Kämerscheid, Kammerich, Kesselscheid, Köttingen, Krahwinkel, Kuchem, Millerscheid, Mittelsaurenbach, Neuenhof, Niederlückerath, Niederpropach, Niedersaurenbach, Oberlückerath, Obersaurenbach, Oeleroth, Pulvermühle, Retscheroth, Rose, Rotscheroth, Scheid, Schmitzhöfgen, Schneppe, Schönenberg, Stein, Straße, Stranzenbach, Velken, Wingenbach, Wingenbachermühle.
- Gemeinde Winterscheid mit den dazugehörenden Ortschaften Bechlingen, Beiert, Beierterhof, Bettringen, Brölerhof, Broscheid, Büchel, Derenbach, Felderhof, Felderhoferbrücke, Fußhollen, Hatterscheid, Herrnstein, Holenfeld, Honscheid, Ingersau, Ingersaulerhof, Litterscheid, Neuenhof, Reiferscheid, Schmitzdörfgen, Schreckenberg, Sieferhof, Stockum, Thilhove, Tüschenhohn, Winterscheiderbröl, Winterscheidermühle.

## Geschichte
Das Verwaltungsgebiet der Bürgermeisterei Ruppichteroth war bis zum Beginn des 19. Jahrhunderts Teil des Amtes Blankenberg im Herzogtum Berg. Im Jahre 1808 wurde durch die französische Verwaltung unter Napoléon Bonaparte die Mairie Ruppichteroth aus den Kirchspielen Ruppichteroth und Winterscheid gebildet. Die Mairie gehörte zum Kanton Eitorf, Arrondissement Siegen, Département Sieg im Großherzogtum Berg.
Aufgrund der Beschlüsse auf dem Wiener Kongress wurde 1815 das Rheinland dem Königreich Preußen zugeordnet. Unter der preußischen Verwaltung wurden 1816 Regierungsbezirke, Kreise und Bürgermeistereien sowie zugehörige Gemeinden gebildet. Die Bürgermeisterei Ruppichteroth gehörte zunächst zum Kreis Uckerath im Regierungsbezirk Cöln. 1820 wurde der Kreis Uckerath aufgelöst und dem Kreis Siegburg (ab 1825 Siegkreis) zugeführt. Das Verwaltungsgebiet der Bürgermeisterei gehörte zunächst zur Provinz Jülich-Kleve-Berg, die 1822 mit der Provinz Großherzogtum Niederrhein zur Rheinprovinz zusammengefasst wurde.
So wie alle Landbürgermeistereien in der Rheinprovinz wurde die Bürgermeisterei Ruppichteroth 1927 in „Amt Ruppichteroth“ umbenannt. Im Rahmen der kommunalen Neugliederung des Raumes Bonn wurde zum 1. August 1969 das Amt Ruppichteroth sowie die beiden dem Amt angehörenden Gemeinden Ruppichteroth und Winterscheid aufgelöst und zu einer neuen amtsfreien Gemeinde unter dem Namen „Ruppichteroth“ im Rhein-Sieg-Kreis zusammengeschlossen.

## Statistiken
Nach der „Topographisch-Statistischen Beschreibung der Königlich Preußischen Rheinprovinz“ aus dem Jahr 1830 gehörten zur Bürgermeisterei Ruppichteroth, damals noch „Ruppichterodt“ geschrieben, vier Dörfer, 39 Weiler, 34 einzeln stehende Höfe und neun Mühlen. Der Bevölkerung standen sieben Kirchen und Kapellen zur Verfügung, weiterhin gab es 698 Wohnhäuser. Im Jahr 1816 wurden in den beiden Gemeinden insgesamt 3.782 Einwohner gezählt, 1828 waren es 4.023 Einwohner darunter 1.962 männliche und 2.041 weibliche; 3.215 Einwohner gehörten dem katholischen, 802 dem evangelischen und sechs dem jüdischen Glauben an.
Weitere Details entstammen dem „Gemeindelexikon für das Königreich Preußen“ aus dem Jahr 1888, das auf den Ergebnissen der Volkszählung vom 1. Dezember 1885 basiert. Im Verwaltungsgebiet der Bürgermeisterei Ruppichteroth lebten insgesamt 4.292 Einwohner in 1.009 Häusern; 2.112 der Einwohner waren männlich und 2.180 weiblich. Bezüglich der Religionszugehörigkeit waren 3.437 katholisch und 829 evangelisch; Außerdem gab es in Ruppichteroth eine jüdische Gemeinde mit 26 Mitgliedern.
1885 betrug die Gesamtfläche der beiden zur Bürgermeisterei gehörigen Gemeinden 6.201 Hektar, davon waren 2.130 Hektar Ackerland, 471 Hektar Wiesen und 2.859 Hektar Wald.